# Silvio Milazzo
Silvio Milazzo (Caltagirone, 4 settembre 1903 – Catania, 24 dicembre 1982) è stato un politico italiano.

## Biografia
Imprenditore agricolo, era il figlio di Mario Milazzo, sindaco di Caltagirone, e della duchessa Brigida Crescimanno, appartenente ad una delle più antiche famiglie nobili della Sicilia. Fu direttore della Cassa San Giacomo di Caltagirone, commissario del consorzio agrario di Catania e segretario provinciale della DC catanese. Venne eletto all'Assemblea Regionale Siciliana nella I (1947-1951), II (1951-1955) e III (1955-1959) legislatura con la Democrazia Cristiana e fu assessore ai lavori pubblici nel I e II governo regionale, all'agricoltura nel III, IV, V e VII, e alla sanità nel VI. Nel 1955 fu eletto in aula presidente della Regione, ma rifiutò la carica, perché non era stato designato dal suo partito.

### Operazione Milazzo
Fu protagonista di un'inedita esperienza politica su scala regionale, che riverberò i suoi effetti anche sulla politica nazionale. Eletto Presidente della Regione Siciliana, guidò il IX e X governo, dal 1958 al 1959, con un'originale coalizione fra la sua Unione Siciliana Cristiano Sociale, il PSDI, il PLI, il PRI e il Movimento Sociale Italiano (Cataldo Grammatico fu assessore all'Agricoltura), con l'appoggio del PSI e del PCI (Paolo D'Antoni, vicepresidente) allora guidato in Sicilia da Emanuele Macaluso. L'operazione politica riuscì a scalzare la Democrazia Cristiana dalla guida del governo regionale siciliano, con importanti conseguenze sulla politica nazionale.
L'importanza della sua attività politica è tale al punto che si parla di "milazzismo" per designare alleanze politiche fra destra e sinistra per escludere dal governo il centro. Dopo le elezioni regionali del 1959 fu rieletto all'ARS con l'Unione Siciliana Cristiano Sociale, partito di cui fu fondatore e leader. Fu quindi a capo di un secondo governo, dove stavolta non vi erano più i missini, che entrò in crisi all'inizio del 1960, quando un suo esponente, Benedetto Majorana della Nicchiara, fu convinto dai maggiorenti democristiani ad accettare la carica di presidente della Regione, dove fu eletto il 23 febbraio, abbandonando la maggioranza. Silvio Milazzo nel dicembre 1962 si dimise anche dalla carica di deputato regionale. Nell'aprile 1963 si candidò alla Camera con la lista "Concentrazione Unità Rurale", dove fu il più votato nella circoscrizione Sicilia II, ma non fu eletto.